# ماجد فرسانی
ماجد فرسانی (عربی: ماجد فرساني؛ زادهٔ ۱۸ ژانویهٔ ۱۹۸۴) یک ورزشکار اهل عربستان سعودی است.
از باشگاه‌هایی که در آن بازی کرده‌است می‌توان به باشگاه فوتبال الرائد عربستان سعودی و باشگاه فوتبال الحزم عربستان سعودی اشاره کرد.